# ピアウイ (モニター)
ピアウイ (Piauí) はパラグアイ戦争中に建造されたブラジル海軍のモニター。パラ級。
船体は木製。満載排水量500トン、全長39m、垂線間長36.59m、幅8.54m、乾舷0.3m。衝角を有する。直動機関2基、ボイラー2基搭載、出力180図示馬力、2軸推進で速度は穏やかな水面で最大8ノット。兵装はホイットワース120ポンド前装砲1門。1880年代には11mm機銃2挺が追加された。装甲は装甲帯が厚さ51mmから102mm、砲塔は前面152mm、側面102mm、後面76mm。
リオ・デ・ジャネイロの海軍工廠で建造。1866年12月8日起工。1868年1月8日進水。同月竣工。
1868年7月21日、「ピアウイ」と「カブラル」、「シルヴァド」はHumaitáの場所を突破。同日、「ピアウイ」はAssumpciónを砲撃した。
10月28日、「カブラル」とともにAngosturaを砲撃。11月19日には「Herval」、「マリス・エ・バロス」、「カブラル」、「Colombo」などとともに再びAngosturaを砲撃した。11月26日、「ブラジル」、「カブラル」などとともにAngosturaを通過し、その際「ピアウイ」は12発被弾した。
1869年1月5日、「ピアウイ」などパラ級モニター5隻は「バイア」などともにアスンシオンからパラグアイの残存艦船の存在が報告されたManduvirá川へ向かう。1月6日、船を曳航している複数のパラグアイ船を発見。パラグアイ側は曳航していた船を沈めると、逃走した。1月7日に封鎖船に先をふさがれたため、ブラジル部隊は引き返した。5月には「パラ」はJejuy川とAraguaya川の封鎖部隊に加わっている。
4月、「ピアウイ」は「セアラ」、「サンタ・カタリナ」などとともに再びManduvirá川へ向かう。4月25日にYhagüy川のCaraguatay付近でパラグアイ船3隻を発見するも低水位のため接近できず、陸上からの攻撃も撃退された。
「ピアウイ」は1893年に解体された。